# Unterach am Attersee

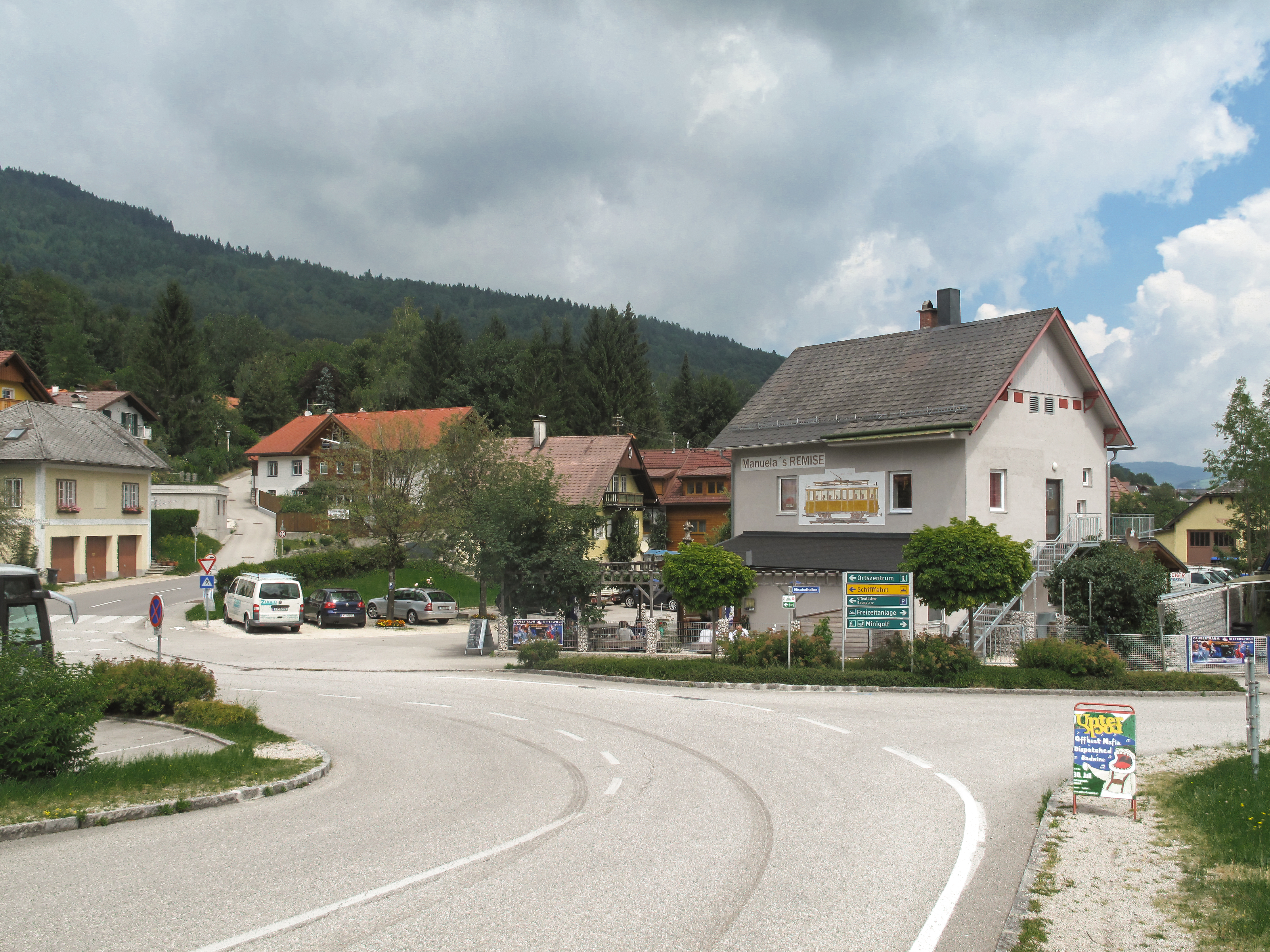
Unterach, vue dans la rue

Unterach, en Haute-Autriche, est un village dans le Salzkammergut la région des lacs.

## Géographie
Le petit village d’Unterach se trouve à la pointe sud de l'Attersee à 493 m d'altitude dans le centre du Salzkammergut. La commune s’étend sur 10 km entre les deux lacs « Mondsee » et « Attersee » et se trouve à la frontière de la région autonome de Salzbourg. Unterach a un climat étonnement bon pour le Salzkammergut.
La commune regroupe les localités suivantes : Ort am Mondsee, See am Mondsee, Au, Mühlleiten, Misling, Stockwinkel.

## Histoire
Au siècle précédent, on a appelé Unterach la « Petite Venise» à cause de sa situation géographique entre deux lacs.
Le nom même de « Untraha » veut dire « Zwischenwasser ». On a mentionné ce nom la première fois lors de la fondation du cloître de Mondsee en 748.
En 990, on a construit la première église et jusqu’au XIXe siècle, on pouvait seulement arriver à Unterach par le lac.
En 1872, Matthäus Much a découvert des constructions lacustres de l’âge de la pierre polie à See am Mondsee (une localité d'Unterach) ; il s’agit des colonies les mieux documentées au bord du lac du Mondsee et Attersee.
Le peintre Gustav Klimt en a fait un paysage en 1914.

## Blason
Le blason est or avec un cœur rouge et une barre oblique bleue, dans laquelle se trouve un poisson argenté.

## Curiosités
- L’église paroissiale « St. Bartholomäus »

L’ancienne construction gothique de cette église doit avoir été construite au XVe siècle.
L’église a sa forme actuelle depuis 1783.
- La forêt de châtaigniers

C'est dans la seule forêt de châtaigniers du nord des Alpes que se trouve le « Jubiläumsbaum », un arbre planté pour le 60e anniversaire de la montée sur le trône de l’empereur François-Joseph Ier.
- La tourbière d’« Egelsee »

Le lac qui s’est élaboré pendant la dernière période glaciaire, est entouré par une flore très précieuse (plusieurs sortes d’orchidées etc.).
- Le mausolée de Viktor Kaplan

Le mausolée de l’inventeur de la turbine Kaplan se trouve en plein forêt.
- Deux galeries d’art

## Manifestations
- Glöcklerlauf (5 janvier)

Des hommes vêtus d'un costume blanc avec une ceinture avec des clochettes et portant des grands chapeaux aux formes diverses éclairés de l'intérieur. Ils tentent de chasser les démons de la mort et de vaincre la nuit et le froid par la lumière et la chaleur.
- Lumpenball (un bal de carnaval ; lundi gras)

- Maibaum – Setzen (fête de l’arbre de mai ; 30 avril)

- Autofreier Rad-Erlebnisstag Attersee (journée sans voiture ; en mai)

- Bergmesse auf der Eisenauer Alm (foire sur la montagne de Eisenau ; lundi de Pentecôte)

- Dorffest (fête du village ; en juin)

- Kunsthandwerksmarkt (marché d’artisanat ; en juillet)

- Seefest (fête du village ; 2e samedi d’août)

- Kermesse (le dernier dimanche en août)

- La fête de la châtaigne (fête nationale autrichienne)

## Agglomérations voisines
Mondsee, Innerschwand, Loibichl, Nussdorf am Attersee, St. Gilgen

## Politique
Le maire est B. Gnigler, candidat du SPÖ.

## Démographie
La commune comptait 1 491 habitants en 2001.

## Célébrités
La commune pittoresque était et est la patrie d’adoption de beaucoup de personnalités célèbres par exemple Victor Kaplan, qui repose à Unterach.
De plus, Unterach est un centre de villégiature pour des célébrités dont Hugo Wolf, Johannes Brahms, Gottfried Keller, Georg Danzer, Gerhard Andlinger, Carl Zuckmayer, Friedrich Gulda ou Thomas Bernhard.
Le psychiatre autrichien Karl Königseder a disparu à Unterach en août 2009.